# Todds nachtzwaluw
 Todds nachtzwaluw (Setopagis heterura synoniem: Caprimulgus heterurus) is een vogel uit de familie van de nachtzwaluwen (Caprimulgidae). Deze vogel werd heel lang beschouwd als een ondersoort van de kleine nachtzwaluw (S. parvulus). De vogel werd in 1913 verzameld door Melbourne Armstrong Carriker en twee jaar later door de Amerikaanse ornitholoog Walter Edmond Clyde Todd beschreven.

## Verspreiding en leefgebied
De broedgebieden van Todds nachtzwaluw liggen in het noordoosten van Colombia en in Midden- en Noord-Venezuela. De vogel is een bewoner is van half open landschappen. Verder is er weinig over deze nachtzwaluw bekend.

## Status
Todds nachtzwaluw heeft een groot verspreidingsgebied en daardoor is de kans op uitsterven gering. De grootte van de populatie is niet gekwantificeerd.  Er is geen aanleiding te veronderstellen dat de soort in aantal achteruit gaat. Om deze redenen staat deze nachtzwaluw als niet bedreigd op de Rode Lijst van de IUCN.